# کلاه‌پارچه‌ای زعفرانی
کلاه‌پارچه‌ای زعفرانی (نام علمی: Mycena crocata) نام یک گونه از سرده کلاه‌پارچه‌ای‌ها است.